# المهدية (الشرقية)
قرية المهدية هي إحدى القرى التابعة لمركز ههيا في محافظة الشرقية في جمهورية مصر العربية. حسب إحصاءات سنة 2006، بلغ إجمالي السكان في مهدية 11453 نسمة، منهم 6114 رجل و5339 امرأة. ومن أعلامها المطربة منيرة المهدية والشيخ عطية محمد سالم

## التاريخ
قرية المهدية من القرى القديمة، حيث وردت باسم «جزيرة مهدية» في أعمال الشرقية ضمن قرى الروك الصلاحي التي أحصاها ابن مماتي في كتاب قوانين الدواوين، كما وردت باسم «جزيرة مهدية» في أعمال الشرقية ضمن قرى الروك الناصري التي أحصاها ابن الجيعان في كتاب «التحفة السنية بأسماء البلاد المصرية». وفي العصر العثماني كان اسمها في التربيع العثماني الذي أجراه الوالي العثماني سليمان باشا الخادم في عصر السلطان العثماني سليمان القانوني «مهدية العرب» ضمن قرى ولاية الشرقية، وفي تاريخ 1228هـ/1813م الذي عدّ قرى مصر بعد المسح الذي قام به محمد علي باشا باسم «المهدية» ضمن قرى مديرية الشرقية.